# 姆普隆古縣

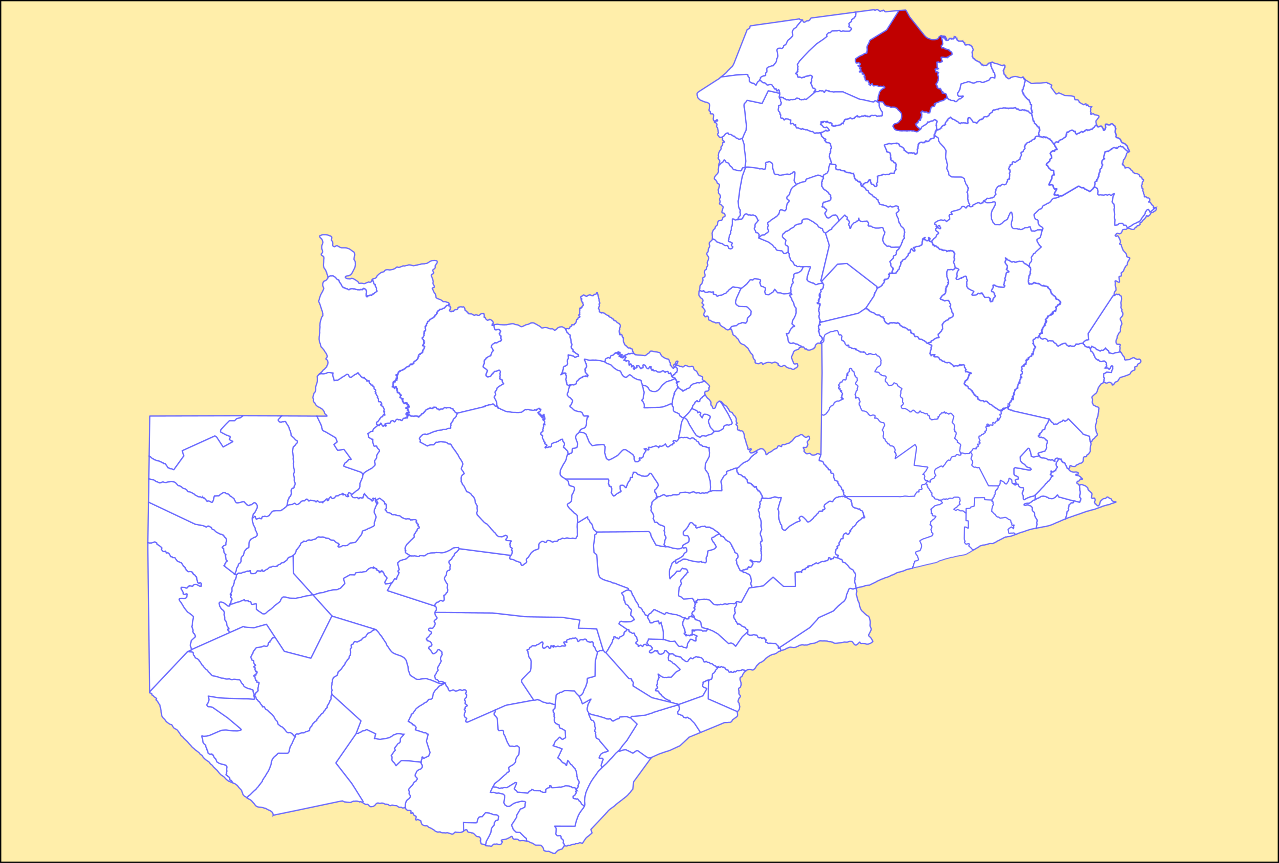

8°57′S 30°47′E / 8.950°S 30.783°E
姆普隆古縣（英語：Mpulungu District），是贊比亞的縣份，位於該國北部，由北方省負責管轄，首府設於姆普隆古，面積10,170平方公里，2010年人口98,073，人口密度每平方公里9.6人。